# Canton de Cadillac
Pour les articles homonymes, voir Cadillac.
Le canton de Cadillac est une ancienne division administrative française du département de la Gironde en région Aquitaine. Située dans l'arrondissement de Langon, elle tient lieu, jusqu'au redécoupage cantonal de 2014, de circonscription d'élection des anciens conseillers généraux.
À l'issue du redécoupage cantonal de 2014, Cadillac est le bureau centralisateur du nouveau canton de l'Entre-Deux-Mers.

## Histoire
Le canton de Cadillac est créé en 1801.
De 1833 à 1848, les cantons de Cadillac et de Créon avaient le même conseiller général. Le nombre de conseillers généraux était limité à 30 par département.
Avant le 1er mai 2006, le canton faisait partie de l'arrondissement de Bordeaux. Depuis, il est rattaché à l'arrondissement de Langon
Depuis le redécoupage de 2014 applicable lors des élections départementales de mars 2015, les communes du canton de Cadillac sont fusionnées avec celles des anciens cantons de Targon et Saint-Macaire et avec trois communes de l'ancien Canton de Sauveterre-de-Guyenne (Coirac, Gornac, Mourens) et six communes du canton de Créon modifié (Blésignac, Haux, Saint-Léon, La Sauve, Tabanac et Le Tourne) pour former le nouveau canton de l'Entre-deux-Mers,.

## Géographie
Cet ancien canton situé dans la région naturelle de l'Entre-deux-Mers était organisé autour de Cadillac. Son altitude variait de 1 m (Sainte-Croix-du-Mont) à 121 m (Donzac) pour une altitude moyenne de 84 m.

## Composition
L'ancien canton de Cadillac regroupait seize communes et comptait 14 391 habitants (population municipale) au 1er janvier 2012.
| Nom                              | Code Insee | Intercommunalité                   | Superficie (km2) | Population (dernière pop. légale) | Densité (hab./km2) |
| -------------------------------- | ---------- | ---------------------------------- | ---------------- | --------------------------------- | ------------------ |
| Cadillac-sur-Garonne (chef-lieu) | 33081      | CC Convergence Garonne             | 5,44             | 2 743 (2014)                      | 504                |
| Béguey                           | 33040      | CC Convergence Garonne             | 3,16             | 1 166 (2014)                      | 369                |
| Capian                           | 33093      | CC du Créonnais                    | 18,23            | 694 (2014)                        | 38                 |
| Cardan                           | 33098      | CC Convergence Garonne             | 4,25             | 477 (2014)                        | 112                |
| Donzac                           | 33152      | CC Convergence Garonne             | 4,41             | 133 (2014)                        | 30                 |
| Gabarnac                         | 33176      | CC Convergence Garonne             | 5,21             | 353 (2014)                        | 68                 |
| Langoiran                        | 33226      | CC des Portes de l'Entre-Deux-Mers | 10,14            | 2 259 (2014)                      | 223                |
| Laroque                          | 33231      | CC Convergence Garonne             | 2,97             | 282 (2014)                        | 95                 |
| Lestiac-sur-Garonne              | 33241      | CC Convergence Garonne             | 2,98             | 576 (2014)                        | 193                |
| Loupiac                          | 33253      | CC Convergence Garonne             | 9,57             | 1 151 (2014)                      | 120                |
| Monprimblanc                     | 33288      | CC Convergence Garonne             | 4,97             | 286 (2014)                        | 58                 |
| Omet                             | 33308      | CC Convergence Garonne             | 2,62             | 296 (2014)                        | 113                |
| Paillet                          | 33311      | CC Convergence Garonne             | 2,48             | 1 224 (2014)                      | 494                |
| Rions                            | 33355      | CC Convergence Garonne             | 10,65            | 1 576 (2014)                      | 148                |
| Sainte-Croix-du-Mont             | 33392      | CC Convergence Garonne             | 8,98             | 898 (2014)                        | 100                |
| Villenave-de-Rions               | 33549      | CC du Créonnais                    | 2,56             | 319 (2014)                        | 125                |

## Démographie
| 1962   | 1968   | 1975   | 1982   | 1990   | 1999   | 2006   | 2011   | 2012   |
| ------ | ------ | ------ | ------ | ------ | ------ | ------ | ------ | ------ |
| 11 984 | 13 100 | 12 478 | 12 728 | 12 587 | 12 469 | 13 024 | 14 220 | 14 391 |

## Représentation

### Conseillers généraux de 1833 à 2015
| Période | Période          | Identité                              | Étiquette                        | Qualité |
| ------- | ---------------- | ------------------------------------- | -------------------------------- | --- |
| 1833    | 1839             | M. Ferrand                            |                                  | Juge de paix du Canton de Targon |
| 1839    | 1848             | Jean-Baptiste Basilide Billaudel      | Gauche dynastique                | Ingénieur en chef des Ponts et Chaussées Député (1837-1846, 1848-1849) Propriétaire à Cenon                                          |
| 1848    | 1852             | Joseph Bernard Laspeyrère             |                                  | Notaire à Bordeaux |
| 1852    | 1869             | Lucien Jean Arman                     |                                  | Constructeur de navires Député (1857-1869) Conseiller municipal de Bordeaux                                                          |
| 1869    | 1871             | Jules Eugène Alfred Lamey (1824-1902) | Bonapartiste                     | Commandant, colonel du Génie, ancien aide de camp du Prince Impérial Propriétaire à Bordeaux                                         |
| 1871    | 1877             | Joseph Dupuy                          | Républicain                      | Docteur-médecin, maire de Donzac |
| 1877    | 1899 (démission) | Reinhold Dezeimeris                   | Républicain                      | Bibliothécaire de la Faculté de médecine de Paris Président du Conseil général (1892-1898)                                           |
| 1899    | 1911 (décès)     | Georges Cazeaux-Cazalet               | AD                               | Viticulteur Député (1902-1910) Maire de Cadillac (1896-1911)                                                                         |
| 1911    | 1913             | Camille Mathelot                      |                                  | Conseiller municipal de Cadillac |
| 1913    | 1919             | Pierre-Octave Cousseau                | AD                               | Vétérinaire, adjoint au maire de Cadillac                                                                                            |
| 1919    | 1925             | Camille Mathelot                      |                                  | Maire de Cadillac Président du comice agricole                                                                                       |
| 1925    | 1930 (démission) | Joseph Capus                          | Gauche républicaine démocratique | Directeur de la station pathologique végétale de Cadillac Député (1919-1928), Sénateur (1930-1941) Ministre de l'Agriculture en 1924 |
| 1930    | 1940             | Pierre-Octave Cousseau                | AD                               | Vétérinaire, maire de Cadillac Nommé conseiller départemental en 1943                                                                |
|         |                  |                                       |                                  | |
| 1945    | 1955             | Jean David                            | DVD                              | Viticulteur à Laroque |
| 1955    | 1967             | Jean Caussil                          | CNI                              | Pharmacien Maire de Cadillac (1947-1971)                                                                                             |
| 1967    | 1979             | Robert Pompadou (1910-1988)           | CNI                              | Viticulteur, maire de Cardan |
| 1979    | 1985             | Bernard Callen                        | PS                               | Viticulteur à Cadillac |
| 1985    | 2004             | Jacques Dumas                         | RPR puis UMP                     | Cadre administratif hospitalier Maire de Cadillac (1977-1995)                                                                        |
| 2004    | 2011             | Hervé Le Taillandier de Gabory        | PS                               | Médecin Maire de Cadillac (1995-2004)                                                                                                |
| 2011    | 2015             | Guy Moreno                            | PS                               | Retraité Maire de Lestiac-sur-Garonne (2008-2020)                                                                                    |

### Conseillers d'arrondissement (de 1833 à 1940)
| Période                                  | Période | Identité                      | Étiquette   | Qualité |
| ---------------------------------------- | ------- | ----------------------------- | ----------- | --- |
| 1833                                     | 1836    | Pierre François Émile d'Antin |             | Maire de Loupiac                                                                                            |
|                                          |         |                               |             | |
| 1870                                     | 1880    | M. Médeville                  | Droite      | Notaire à Cadillac                                                                                          |
| 1880                                     | 1886    | Albert Bonnefoux              | Républicain | Maire de Cadillac                                                                                           |
| 1886                                     | 1919    | Léon Cazeaux                  | Républicain | Médecin, maire de Langoiran                                                                                 |
| 1919                                     | 1934    | Camille Baillon               | Républicain | Notaire à Langoiran                                                                                         |
|                                          | 1930    | Pierre Cousseau               | All.dém.    | Maire de Cadillac                                                                                           |
| 1934                                     | 1940    | Pierre-Alix Latrille          | All.dém.    | Vétérinaire, maire de Cardan                                                                                |
| 1940                                     |         |                               |             | Les conseils d'arrondissement ont été suspendus par la loi du 12 octobre 1940 et n'ont jamais été réactivés |
| Les données manquantes sont à compléter. |         |                               |             | |